# Xanthomixis apperti
Xanthomixis apperti là một loài chim trong họ Bernieridae.